# Rząśnik
Rząśnik è un comune rurale polacco del distretto di Wyszków, nel voivodato della Masovia.
Ricopre una superficie di 167,42 km² e nel 2004 contava 6 616 abitanti.